# Brivio (cognome)
Brivio è un cognome di lingua italiana.

## Varianti
Il cognome non presenta varianti.

## Origine e diffusione
Cognome tipicamente settentrionale, è presente prevalentemente in Lombardia.
Potrebbe derivare dal toponimo Brivio, dal celtico briva, "ponte".

## Persone
- Ernesto Brivio – imprenditore, politico e dirigente sportivo italiano
- Giovanni Battista Brivio – vescovo di Cremona dal 1610 al 1621
- Giovanni Francesco Brivio – funzionario del Ducato di Milano